# SPEC〜零〜
『SPEC〜零〜』（スペック ゼロ）は漫画・了春刀、原案・西荻弓絵、脚本・里中静流による日本のSF漫画作品。当初は「SPEC〜天〜零」（スペック てん プレリュード）のタイトルで、『ヤングエース』（角川書店）にて2012年2月号から5月号まで連載され、単行本化にあたりタイトルが変更された。全1巻。2013年10月23日にはTBSテレビにてスペシャルドラマ化され放送された。
本作の続編である映画『劇場版 SPEC〜天〜』の漫画化作品は『SPEC〜天〜』のタイトルで同年6月号より同誌で引き続き連載された。

## 概要
SPEC HOLDER（スペックホルダー、作品における超能力者）による犯罪を捜査する警視庁公安部公安第五課未詳事件特別対策係、通称：未詳（ミショウ）の警察官たちと能力者たちとの闘いを描いたTBSのテレビドラマ『SPEC〜警視庁公安部公安第五課 未詳事件特別対策係事件簿〜』の派生作品であり、前日譚である。ドラマの始まりで主人公の当麻紗綾が左手に傷を負っている理由、またその原因となったSPECホルダー・ニノマエとの闘いを描いている。
連載時は、開始の号を始め、何度かの掲載号で2話分が一挙に掲載され、4か月で全7話を描き切って完結した。単行本はドラマの映画化作品『劇場版 SPEC〜天〜』の公開直前である2012年4月4日に発売され、同年4月16日付のオリコンランキングコミック部門で初登場26位、週間売上3万部を記録した。
また、原作のノベライズ版も同年4月25日に発売された。

## ストーリー
| 話数 | エピソードタイトル |
| --- | ------------------ |
| File01 | 貪狼の回           |
| 2003年、陽太とその両親はオーストラリア・ウーメラ砂漠上空の飛行機内で「ファティマ第三の予言研究学会」を名乗る者たちに爆発を起こされる。乗員乗客全員が死亡と報道され、悲嘆に暮れる陽太の姉・当麻紗綾のもとを柴田刑事が訪れ、事故は殺人事件の可能性があると告げる。6年後の2009年、当麻は未詳に捜査官として着任する。 |                    |
| File02 | 巨門の回           |
| 当麻は野々村係長と共に秘密結社「カーネルギルド」に属する石油系メジャー幹部たちの連続不審死事件を捜査する。そのころ、ニノマエ（一 十一）が「カーネルギルド」の日本本部を訪れ、未詳が追う犯人のSPECホルダー退治を依頼される。 |                    |
| File03 | 祿存の回           |
| 捜査中の当麻たちを見かけたニノマエは彼女を殺そうとする。実はニノマエの正体は陽太であり、記憶操作能力を持つ地居によって当麻が実の姉であることも忘れた上、家族を殺した犯人と思いこまされていた。間一髪のところに当麻の友人ナンシーが現われ彼らを救う。 |                    |
| File04 | 文曲の回           |
| ナンシーはニノマエによって当麻が襲撃されることをアメリカの予知能力者を経て知り、助けるために日本に渡ったのだった。未詳はニノマエの存在を初めて知る。 |                    |
| File05 | 廉貞の回           |
| ナンシーはニノマエの逆襲を受け、そのSPECによって死の瞬間の画像データを当麻に送って絶命する。当麻は野々村に励まされて奮起するが、彼女を愛する地居は嘆く彼女の心の隙を突き、その記憶を塗り替えて自分との恋の思い出を捏造する。 |                    |
| File06 | 武曲の回           |
| 当麻は記憶の欠落に不安を持ちつつも不審死事件を追い、犯人を特定する。カーネルギルドのディアブロに襲いかかる犯人を確保しようとした当麻は、その場に現われたニノマエに邪魔をされ、目の前で犯人を殺害される。当麻は怒りのあまり消されていたナンシーの記憶を思い出し、左手のSPECを発動させるが、ニノマエたちは逃亡する。 |                    |
| File07 | 破軍の回           |
| ディアブロに恨みを持っていた犯人に同情していた当麻は犯人を救えなかったことで激しい怒りを覚え、ディアブロを人質にニノマエを呼び出し自身のSPECを使った作戦で捕えようとする。爆破装置と死後の世界から召喚されたナンシーの協力による命賭けの闘いの末失神したニノマエに手錠を掛けた当麻だったが、その瞬間目覚めた彼に時を止められ、手錠を繋いだ自分の左手を切断され逃走を許してしまう。当麻の左手はなかなか癒えなかった。そんな中、野々村と当麻は不可解な事件に巻き込まれた瀬文という刑事を知り、その背景に興味を持った二人は未詳へのスカウトを希望する。 |                    |

## 登場人物
当麻 紗綾（とうま さや）
演 - 戸田恵梨香
主人公。警視庁公安部公安第五課・未詳事件特別対策係捜査官。
高校生の時、両親と弟の陽太を飛行機事故で失う。京都大学理学部を卒業後、2009年にFBIでの研修を経て未詳に着任。英語が堪能だが、卑語を連発する非常に汚い言葉遣いである。後の姿と違い、まだ左手は負傷しておらず、服装もパンツスーツを着用している。左手に「死んだSPEC HOLDERを呼び出す」SPECを宿しているが、そのことは誰にも明かしていない。何らかの能力を持っているのではとナンシーに指摘されているが、「SPEC HOLDERに助けてもらう力」があるとだけ語っている。ナンシーに対しては「親友」あるいはそれ以上の関係「姉妹（マイ・シスター）」であるという意識を持っている。
野々村 光太郎（ののむら こうたろう）
演 - 竜雷太
未詳の係長。部下は現状のところ、当麻のみ。雅という愛人がいる。
一 十一 / 当麻陽太（にのまえ じゅういち / とうま ようた）
演 - 神木隆之介
小学生の時、飛行機内爆発により目の前で両親を殺害される。陽太も死亡したものと扱われていたが、日本国外でニノマエとして生きていた。しかし記憶操作により自分が陽太であるということを忘れ、両親を殺したのは紗綾だと思い込み恨んでいる。時間を止めるSPECを持つとされ、「カーネルギルド」所属のSPEC HOLDERとなった。
6年後、日本に渡り普通の高校生としての生活を送る。
そのSPECの特性上、どんな人間でも一瞬で殺すことができるため、組織の人間たちを恐れず不遜な態度を取る。殺人そのものにもためらいがない冷酷さを持つが、アキバ系の趣味を持つ子供っぽい一面もある。
地居 聖（ちい さとし）
演 - 城田優
自称・当麻の元彼氏だが、彼女には全く相手にされずストーカー扱いされている。日本人とスペイン人のハーフで、長身の青年。「カーネルギルド」の一員で、記憶操作能力を持つSPECホルダー。ニノマエの助手のような立場で彼に付き添うが、実際はその記憶を操作して従わせつつ監視しており、彼の数々の狼藉にも表面上は耐えている。SPECには不完全な点があり、条件によっては消した記憶が甦ってしまうことがある。彼が操作した当麻の記憶の中では、大学でアメフト部のスター選手であり、彼女と研究室で出会い、交際4年目にプロポーズしている。
柴田 純（しばた じゅん）
2003年時点で警視庁捜査一課弐係刑事。高校生の当麻に家族の死がSPEC HOLDERによる殺人である可能性を伝え、後に彼女を未詳に紹介した。未詳の係長に野々村を指名したのも柴田であり、それは彼女の対SPECホルダー犯罪に対する思想に基いている。『SPEC』連続ドラマ版の11年前の物語である『ケイゾク』では主人公であり、野々村の弐係時代の部下であった。
ナンシー大関（ナンシー おおぜき）
演 - Simone
FBI時代の当麻の友人。電子と会話できるSPEC HOLDERで、あらゆる電子機器を離れた場所のものでも自由に操ることができ、早見優の「夏色のナンシー」を歌いながら能力を発動する。見た目はドレッドヘアで肥満体のポリネシア系ないしはアフリカ系アメリカ人の女性だが、実は日系4世で日本語も話せる。当麻同様、英語の口調は非常に汚い。元は売春街におり、仲間たちに殺されそうになっていたところを紗綾に救われ、強い恩義を感じていた。
上野 真帆（うえの まほ）
演 - 川島海荷
13歳の中学生。父は内閣情報調査室（CIRO）の一員・上野彰彦。両親や弟とともに自動車事故に遭い3人は死亡、真帆自身は重傷を負い車椅子生活を送っている。スケバン刑事を意識した服装や喋り方をしている。
ミスター・ディアブロ
演 - 大杉漣
「カーネルギルド」の日本責任者。西田敏行似。人身売買などの犯罪歴がある。
マダム陽（マダムヤン）
「カーネルギルド」の一員。チャイナドレスを着た妖艶な美女。ニノマエを王として忠誠を誓う。『劇場版 SPEC〜天〜』にも登場する。
当麻 天（とうま そら）
演 - 佐野元春
紗綾・陽太の父。小惑星探査機「はやぶさ」の制作に関わっていた、有能な科学者。権力に与することを良しとせず「ファティマ第三の予言研究学会」からの誘いを断ったため、機内で彼らに爆発を起こされ妻と共に陽太の目の前で焼死する。
当麻 流夏（とうま るな）
演 - 石田えり
天の妻で紗綾・陽太の母。飛行機内で天とともに死亡。
一 二三（にのまえ ふみ）
演 - 篠原恵美
組織によって用意されたニノマエの仮の母。記憶操作によってニノマエを実子であると思いこまされ、ごく平凡な親子として二人で暮らしている。元は連続不審死事件の被害者のひとりの妻で、夫の死を嘆き後追い自殺しようとしていたが、地居に記憶を塗り替えられている。
瀬文 焚流（せぶみ たける）
演 - 加瀬亮
物語終盤に後ろ姿のみ登場する。警視庁捜査一課SIT所属の肉体派刑事。ある不可解な事件に巻き込まれた。後日の連続ドラマ・映画では当麻とともにもう一人の主人公。

## 書誌情報
- 了春刀・漫画、西荻弓絵・原案、里中静流・脚本『SPEC〜零〜』角川書店〈カドカワコミックス・エース〉、全1巻
  - 2012年4月4日発売[5]、ISBN 978-4-04-120238-8

## ノベライズ版
- 西荻弓絵・原案、里中静流・原作、豊田美加・ノベライズ『SPEC〜零〜』角川書店〈角川文庫〉、全1巻
  - 2012年4月25日発売、ISBN 978-4-04-100228-5

## テレビドラマ
2013年10月23日、一連の『SPEC』シリーズの一作品としてスペシャルドラマが放送された。シリーズ完結篇である映画第2作の『劇場版 SPEC〜結〜』の公開に合わせた放送となる
ゲストキャストとして、大杉漣、川島海荷、高嶋政伸が出演。
ドラマ版では上記漫画作品の内容に加え、瀬文の警察入りの過去とSIT時代のエピソードを交えたものになっている。また、柴田は当麻に直接対応せず、近藤が伝言役をしており、公安部長になっていることがほのめかされるのみで直接画面には登場しない。このほかディアブロの所属する企業の名前など若干の変更点がある。視聴率は8.5%だった。
放送後間もない10月30日にはディレクターズ・カット版のDVD・Blu-rayが発売され、オリコンチャートによる発売初週の週間ランキングでは、BDのドラマ部門で0.7万枚の売上により1位を獲得した。2013年のチャートとしては、11月18日付で『あまちゃん 完全版 Blu‐ray BOX 2』が1万618枚の売上で同部門の首位を獲得するまで年間1位だった。2014年5月20日付で東京放送ホールディングスが発表した累計売上数は60,660枚（セット数換算ではない）。
2014年1月1日の再放送では『SPEC〜零〜 PLUS』として、未公開シーンを加えたディレクターズ・カット版として放送された。
2015年9月20日には『SPEC〜零〜 完全版』が放送された。

### キャスト

#### レギュラー
当麻 紗綾（とうま さや）
演 - 戸田恵梨香
瀬文 焚流（せぶみ たける）
演 - 加瀬亮
一 十一（にのまえ じゅういち）
演 - 神木隆之介
志村 美鈴（しむら みれい）
演 - 福田沙紀
地居 聖（ちい さとし）
演 - 城田優
近藤 昭男（こんどう あきお）
演 - 徳井優
当麻 葉子（とうま ようこ）
演 - 大森暁美
志村 優作（しむら ゆうさく）
演 - 伊藤毅
青池 潤（あおいけ じゅん）
演 - 森山樹
「中部日本餃子のCBC」親父（ちゅうぶにほんぎょうざのシービーシーのおやじ）
演 - 多田木亮佑
アラータ
演 - 安藤絵美
一 二三（にのまえ ふみ）
演 - 篠原恵美
当麻 天（とうま そら）
演 - 佐野元春
当麻 流夏（とうま るな）
演 - 石田えり
当麻 陽太（とうま ようた）
演 - 大坪夏己
白い男（しろいおとこ）
演 - 向井理
白い女（しろいおんな）
演 - 大島優子
野々村 光太郎（ののむら こうたろう）
演 - 竜雷太

#### ゲスト
上野 真帆（うえの まほ）
演 - 川島海荷（9nine）
ドラマ版では17歳の高校生であり、キャラクターはテレビドラマ『スケバン刑事II 少女鉄仮面伝説』の麻宮サキを思わせるスケバン風で、ヨーヨーを武器にし土佐弁で話す。
ナンシー
演 - Simone
藤井先生（ふじい せんせい）
演 - 江口のりこ
当麻の高校時代の数学教師。
信国上官（のぶくに じょうかん）
演 - 永澤俊矢
SIT幹部。瀬文にSIT丙部隊小隊長を任命する。
柳岡副隊長（やなおか ふくたいちょう）
演 - 阪田マサノブ
SIT丙部隊副隊長。瀬文よりキャリアが長いが下の立場になり、嫉妬から彼を陥れる。
高岡 滋紀（たかおか しげき）
演 - 大野拓朗
ディアブロのボディガード。
武内（たけうち）
演 - 武内享
「チェッカース無線」のタクシー運転手。元ギタリスト。
上野 サキ（うえの サキ）
演 - 南野陽子（写真出演）
真帆の亡き母。
南野は前述した真帆のキャラクターの元ネタである『スケバン刑事II 少女鉄仮面伝説』で麻宮サキを演じている。
ボクサー
演 - 具志堅用高（写真出演）
カップル
演 - 岡本あずさ（友情出演）、加藤陽平
殺されたナンシーを目撃するカップル。
入山隊長（いりやま たいちょう）
演 - 高嶋政伸（特別出演）
瀬文が小隊長になる以前のSIT丙部隊隊長。隻眼で黒い眼帯を付けている。瀬文の亡き父を尊敬していた部下で、父を亡くしのちに警察官になった瀬文をSIT隊員として育て上げる。出動中に負傷し、瀬文を隊長代理に指名する。
ディアブロ
演 - 大杉漣

#### その他
- 酒井敏也、有川マコト、渡辺慎一郎、棚橋ナッツ、西崎莉麻、小林悠（TBSアナウンサー）、青木強

#### アクション出演
ジャパンアクションエンタープライズ出演情報参照
- 青木哲也、前川貴紀、新田健太、六本木康弘、澤江晃史、横田遼、佐藤賢一、宇田卓也、金田進一、神前元、岸本康太、大谷恭子、中野高志、渡辺隼斗、白崎誠也、喜多川2tom、渡辺実、塚田知紀、村井亮、下園愛弓、井口尚哉、小玉百夏

### 製作
『劇場版 SPEC〜結〜』に先だって、2012年12月27日時点で撮影が開始されている。ロケーションはテレビシリーズから当麻の家として使用されている中野のハウススタジオ、群馬県内の地下駐車場、地居が行くオランダの場面は東京都港区の高輪プリンセスガルテンで撮影された。

### スタッフ
- 脚本 - 西荻弓絵
- 音楽 - 渋谷慶一郎、ガブリエル・ロベルト
- 演出 - 堤幸彦
- 主題歌 - THE RiCECOOKERS「NAMInoYUKUSAKI〜天〜」（Anchor Records）
- 助監督 - 白石達也
- 演出補 - 稲留武、関根淳、牛尾文哉、大場嵩之
- VFXスーパーバイザー - 野崎宏二
- VFX・CG - N-DESIGN、Nikkuri、UNDERGRAPH、KUROFUNE
- 音楽プロデュース - 茂木英興
- 音楽コーディネーター - 溝口大悟
- ミュージックデザイン - 石井和之
- タイトル - 熊谷幸雄
- 特殊造形 - 松井祐一、三好史洋
- アクションコーディネーター - 諸鍛冶裕太
- アクションクルー - 高橋光、人見早苗、向田翼、藤井祐伍
- ガンエフェクト - 納富貴久男、田渕寿雄、高原浩一、近藤力
- カースタントコーディネーター - 雨宮正信
- カースタント - 野呂真治、佐藤憲、田中尋之
- 操演 - 羽鳥博幸
- 書道指導 - 中塚翠涛
- 警察監修 - 古谷謙一
- SIT指導 - 住本祐寿
- 医療指導 - 依田茂樹
- 数式指導 - 学習院大学理学部数学科、中島匠一、中野伸
- ヨーヨー指導 - 長谷川貴彦
- 編成 - 福田健太郎
- プロデュース - 植田博樹、今井夏木、藤井和史
- ラインプロデュース - 市山竜次
- アシスタントプロデューサー - 楠千亜紀、谷鹿夏希
- 制作協力 - オフィスクレッシェンド
- 製作著作 - TBS

### 関連商品
ホームメディア
SPEC〜零〜警視庁公安部公安第五課 未詳事件特別対策係事件簿 ディレクターズカット版 Blu-ray
2013年10月30日発売。発売元：TBS、販売元：TCエンタテインメント。未放送分を加えたディレクターズ・カット版。
SPEC〜零〜警視庁公安部公安第五課 未詳事件特別対策係事件簿 ディレクターズカット版 DVD
発売日など同上。

シナリオ本
シナリオ SPEC〜零〜
西荻弓絵・著、2014年5月25日発売、角川書店〈角川文庫〉ISBN 978-4-04-101622-0
ドラマ版のシナリオの書籍化。